# Takeshi
Takeshi (jap. たけし, タケシ) – męskie imię japońskie.

## Możliwa pisownia
Takeshi można zapisać, używając wielu różnych znaków kanji i może znaczyć m.in.:
- 武, „wojownik”[1] (występują też inne wymowy tego imienia: Takeru, Isamu)
- 剛, „silny” (występują też inne wymowy tego imienia: Tsuyoshi, Gō)
- 毅, „stanowczy” (występuje też inna wymowa tego imienia: Tsuyoshi)
- 健, „zdrowie”  (występują też inne wymowy tego imienia: Takeru, Ken)
- 剛志, „wytrzymały, wola” (występuje też inna wymowa tego imienia: Tsuyoshi)
- 猛, „dziki/silny”
- 武史, „wojownik, kronika”
- 丈史

## Znane osoby
- Takeshi Aiba (剛志), pseudonim Sōichirō Hoshiego – japońskiego seiyū
- Takeshi Honda (武史), japoński łyżwiarz figurowy
- Takeshi Inoue (武), japoński zawodnik MMA
- Takeshi Kaga (丈史), znany japoński aktor
- Takeshi Kaneshiro (武), aktor filmowy i telewizyjny, piosenkarz
- Takeshi Kitano (武), znany jako Beat Takeshi (jap. ビートたけし), reżyser i gwiazda Takeshi's Castle
- Takeshi Konomi (剛), japoński mangaka
- Takeshi Kusao (毅), japoński seiyū
- Takeshi Matsuda (丈志), japoński pływak specjalizujący się w stylu motylkowym
- Takeshi Obata (健), japoński mangaka
- Takeshi Okada (武史), były japoński piłkarz
- Takeshi Shudō (剛志), japoński pisarz i scenarzysta filmowy
- Takeshi Urata (武), japoński astronom amator

## Fikcyjne postacie
- Takeshi Hongō (猛), główny bohater serialu Kamen Rider
- Takeshi Saehara (剛), bohater mangi i anime D.N.Angel
- Takeshi Momoshiro (武), bohater mangi i anime Tennis no ōjisama
- Takeshi Nakazato (毅), bohater serii Initial D
- Takeshi Onimaru (猛), bohater mangi i anime Yaiba – legendarny samuraj
- Takeshi Yamamoto (武), bohater mangi i anime Katekyō Hitman Reborn!